# Jamestown, Ohio
Jamestown är en ort (village) i Greene County i Ohio. Vid 2020 års folkräkning hade Jamestown 2 052 invånare.

## Kända personer från Jamestown
- Matt Brown, MMA-utövare